# Río Kouilou-Niari
El río Kouilou-Niari— también llamado Kwilu, Kwila, y Kwil— es el río más importante de la República del Congo. El río se llama Kouilou durante la mayor parte del recorrido, pero en su sección central, en la región de Niari, se conoce como río Niari. El río se combina con el Louessé y vierte sus aguas en el océano Atlántico. Recorre unos 700 kilómetros desde su nacimiento en la meseta del Congo hasta su desembocadura.
El río tiene numerosas cascadas, entre las que destacan las cataratas Zrinski, nombradas en honor a los nobles croatas Nikola Zrinski y Petar Zrinski, ya que fueron descubiertas en 1882 por Dragutin Lerman, un componente croata de la expedición de Henry Morton Stanley.
- Datos: Q1637839